# 1805 w polityce

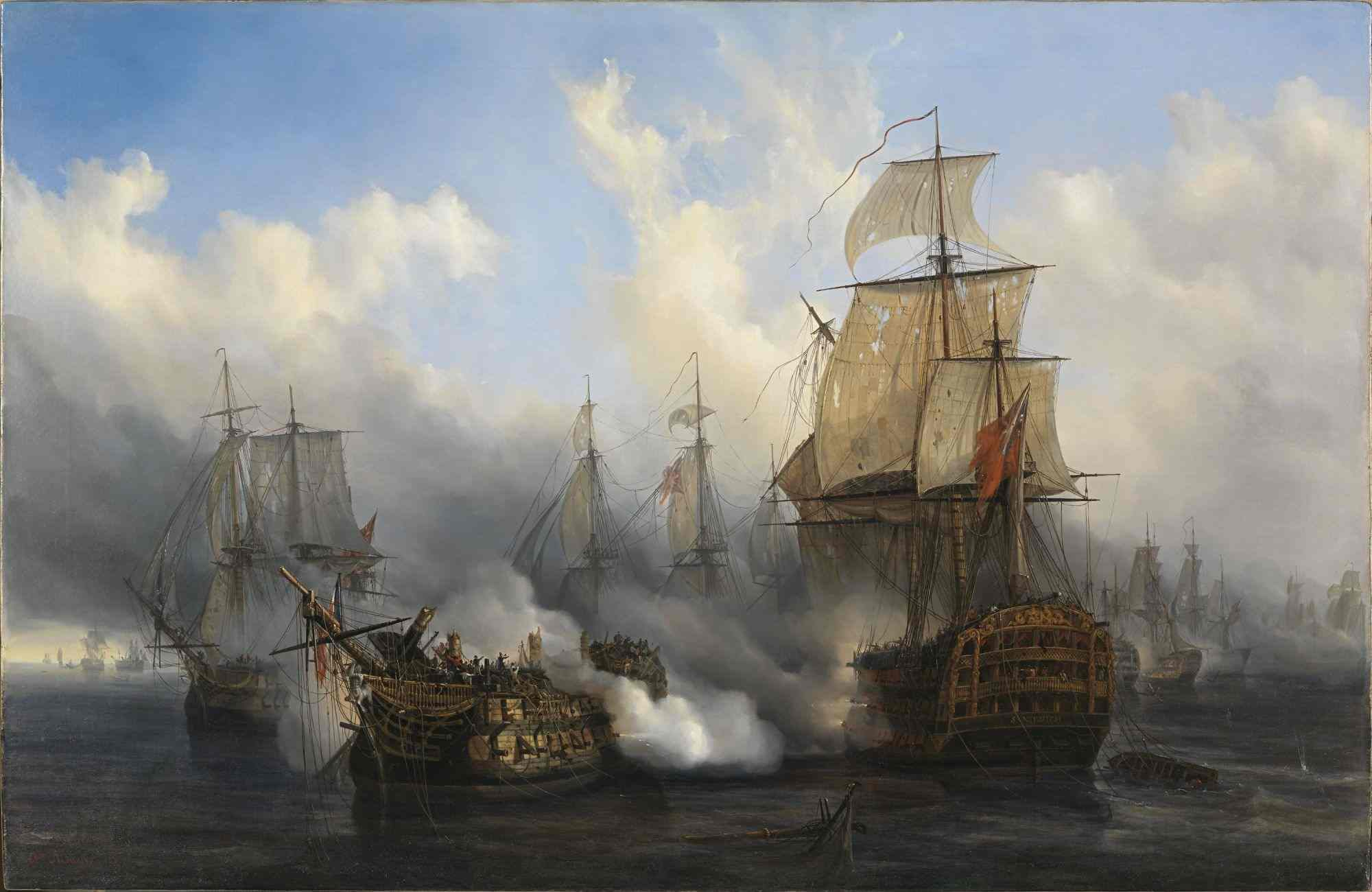
Auguste Mayer, Bitwa pod Trafalgarem

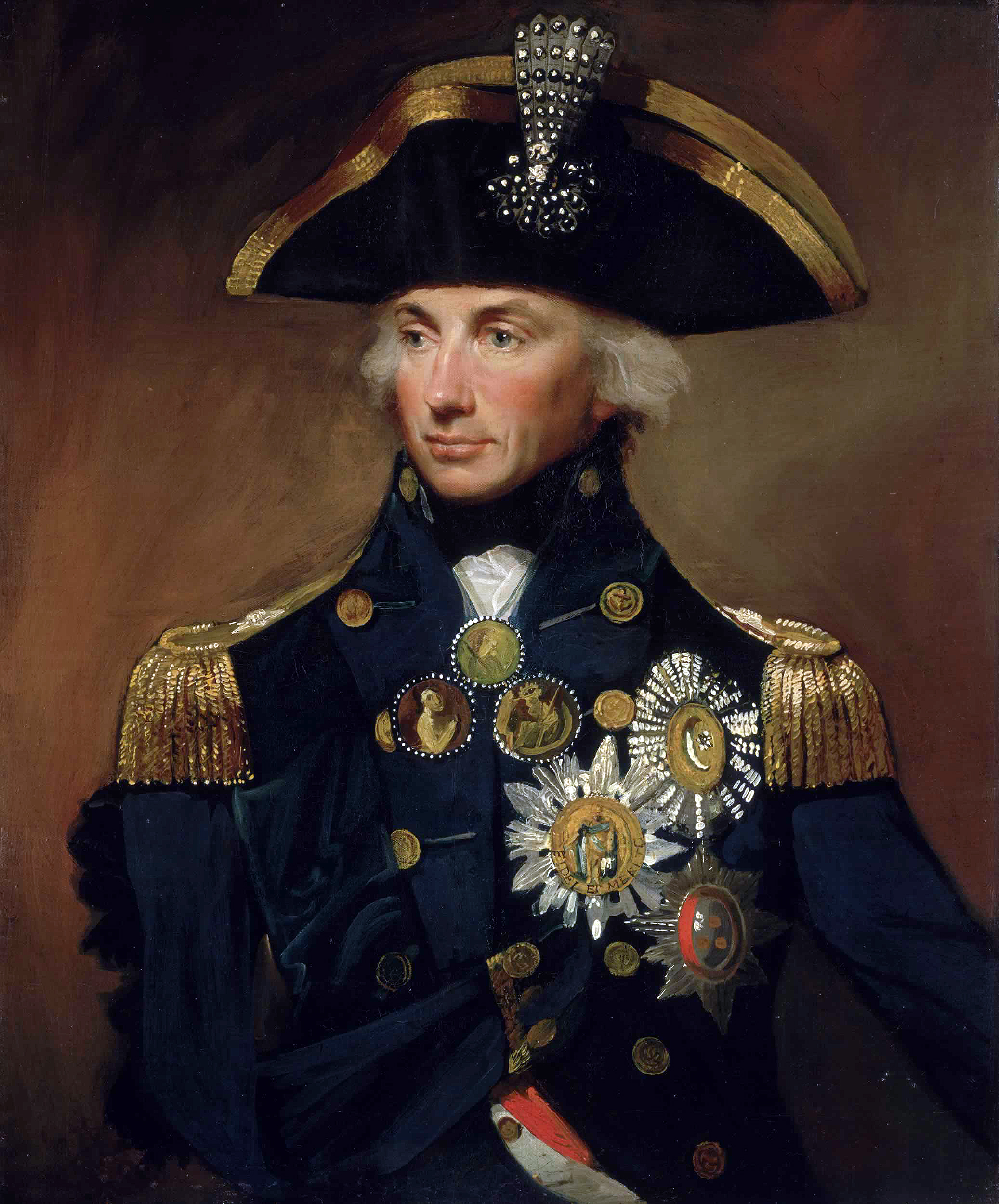
Lemuel Francis Abbott, Portret admirała Horatia Nelsona

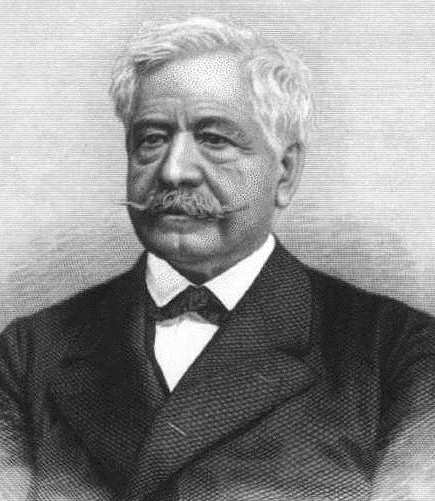
Ferdinand de Lesseps

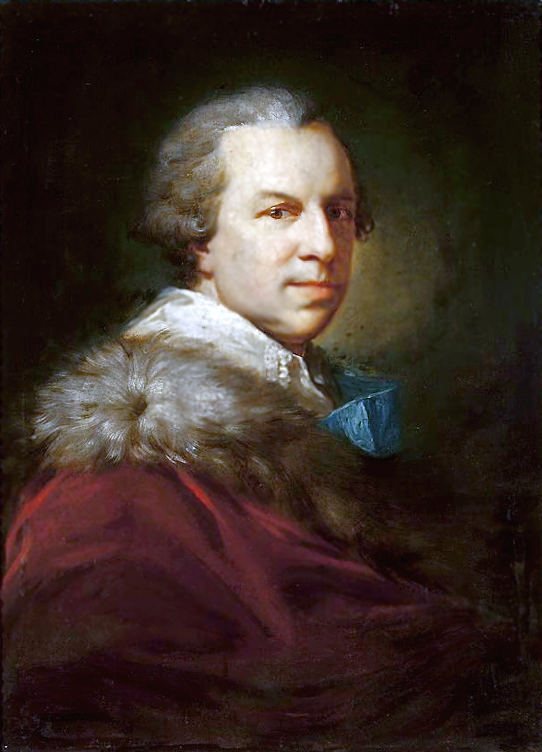
Jan Chrzciciel Lampi Starszy, Portret Stanisława Szczęsnego Potockiego

Wydarzenia polityczne w 1805 roku.

## Wydarzenia
- 3 kwietnia Thomas Jefferson został zaprzysiężony na drugą kadencję jako prezydent Stanów Zjednoczonych[1].
- 11 kwietnia - w Petersburgu została zawiązana III koalicja pomiędzy Cesarstwem Rosyjskim a Wielką Brytanią[2].
- 26 maja - Napoleon Bonaparte został w Mediolanie koronowany na króla Włoch[2][3].
- 28 lipca - Cesarstwo Austriackie dołącza do III koalicji[4].
- 25 sierpnia - wojna III koalicji: arcyksiążę Maksymilian Józef w imieniu Bawarii zawiera sojusz z Francją[5].
- 21 października Bitwa pod Trafalgarem[6]. Flota brytyjska pod dowództwem admirała Horatia Nelsona zwycięża armadę francusko-hiszpańską. Brytyjski dowódca ginie jednak w walce[7][8].
- 3 listopada - w Poczdamie Prusy i Rosja zawierają pakt regulujący wzajemne zbrojne pośrednictwo[9].
- 2 grudnia Bitwa pod Austerlitz, zwana "bitwą trzech cesarzy". Napoleon pokonuje połączone siły austriackie i rosyjskie[10].
- 15 grudnia - w wyniku naruszenia przez wojska francuskie neutralności księstwa Ansbach Prusy przystępują po stronie Rosji do wojny przeciwko Francji[9].

## Urodzili się
- 29 lipca Alexis de Tocqueville, francuski myśliciel, politolog[11].
- 19 listopada Ferdinand de Lesseps, francuski inżynier, budowniczy Kanału Sueskiego[12].
- Archibald Clark, pierwszy burmistrz Auckland[13].

## Zmarli
- 25 stycznia Teodozy Rostocki, biskup, uczestnik konfederacji targowickiej[14].
- 25 lutego Fryderyka Luiza Hessen-Darmstadt, królowa Prus[15].
- 14 marca Stanisław Szczęsny Potocki, marszałek konfederacji targowickiej[16][17][18].
- 24 marca Alojzy I, książę Liechtensteinu[19].
- 28 maja Augusta Sachsen-Gotha-Altenburg, księżna Schwarzburg-Rudolstadt[20].
- 9 września Parteniusz II, patriarcha Aleksandrii[21].
- 7 grudnia Fryderyk Oldenburg, książę Danii i Norwegii[22].
- 14 grudnia Aleksander Woroncow, rosyjski polityk i dyplomata[23].